# Central nuclear de Cofrentes
La central nuclear de Cofrentes es una central nuclear de generación eléctrica del tipo BWR-6 situada en Cofrentes (Valencia) España. Entró en servicio el 14 de octubre de 1984 con una potencia instalada de 992 MWe. Mediante mejoras introducidas se ha conseguido ampliar la potencia progresivamente, primero hasta el 110 % (1092 MWe), y luego hasta el 111,85 % actual, lo que equivale a 1110 MWe, permitiendo abastecer a prácticamente todo el consumo doméstico de las familias de la Comunidad Valenciana. Es propiedad y está explotado por Iberdrola.

## Construcción
La central se halla en el municipio de Cofrentes, a unos 2 km al sudeste de la localidad. Está construida en la margen derecha del río Júcar, del que toma agua para la refrigeración. Se encuentra a 61 km de Valencia en línea recta (100 km por carretera) y a unos 3 km del volcán de Cofrentes, que se considera generalmente apagado, aunque su cámara magmática todavía sigue alimentando la fuente del balneario Los Hervideros.
El proyecto de la central
se inició en marzo de 1973, al contratarse con General Electric el equipamiento nuclear principal. El 6 de septiembre de ese año le fue concedida la Autorización de Construcción, durando las obras hasta 1982. Es propiedad de Iberdrola.
El reactor, del tipo BWR-6, utiliza uranio ligeramente enriquecido cuyas fisiones generan energía en forma de calor. Este calor eleva la temperatura del agua, que se usa para refrigeración del núcleo dentro del circuito primario, a la vez que se transforma en vapor que es usado directamente en el circuito primario para mover la turbina a la que está acoplado el alternador.
La contención es del tipo MARK-III, en la que la contención primaria está formada por el pozo seco, una piscina de supresión circular y la contención metálica. La contención secundaria la forman el edificio auxiliar, el edificio de combustible y el edificio del reactor.

## Gestión, producción y contribución eléctrica
Es propiedad al 100 % de Iberdrola.

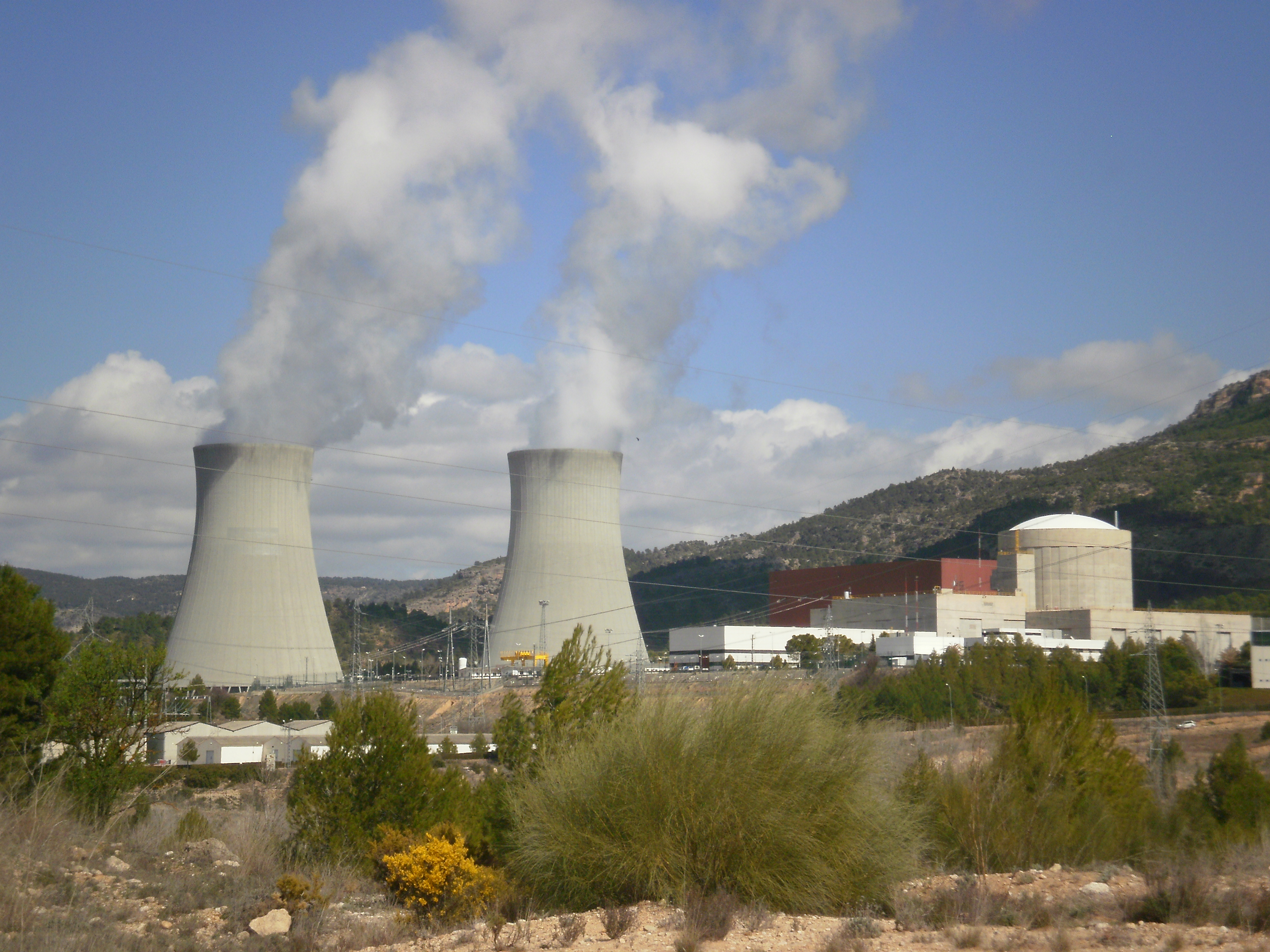
La central nuclear de Cofrentes. Imagen del año 2011

La central nuclear de Cofrentes tiene una producción media anual de casi 8900 millones de kWh, lo que equivale, aproximadamente, al consumo doméstico de la Comunidad Valenciana.
Durante 2010, generó 9549 millones de kilovatios-hora funcionando ininterrumpidamente durante los 365 días del año. Esta cifra supuso casi el 5 % de la producción nacional y una cobertura de más del 30 % de la demanda energética de la Comunidad Valenciana.
Durante 2011, la central nuclear de Cofrentes generó 7900 millones de kWh que representan cerca del 4,1 % de la producción eléctrica nacional (dentro del régimen ordinario) y el 66 % de la producción de Iberdrola en la Comunidad Valenciana.
En el año 2012, la central produjo 9376 millones de kWh, lo que supone el segundo mejor registro de producción anual en los 28 años de funcionamiento de la instalación. Con estos valores, la contribución de la central nuclear de Cofrentes al mercado eléctrico nacional ha sido del 4,9 % dentro del régimen ordinario (189 310 millones de kWh), según los datos que ofrece Red Eléctrica Española (REE) en su Avance 2012. El generador de Cofrentes ha permanecido acoplado a la red eléctrica durante 8.686 horas, alcanzándose un 98,89 % en el Factor de Operación y un 97,75 % en el Factor de Carga.
En 2013, la Central Nuclear de Cofrentes produjo 8325 millones de kilovatios hora (kWh), que supusieron cerca del 4,9 % de la producción eléctrica nacional (dentro del régimen ordinario) y el 14,7 % de la producción eléctrica de origen nuclear. La Central ha estado en servicio en un 87 % de su capacidad total, operando con el generador acoplado a la red eléctrica durante 8686 horas en el año sobre las 7801 horas consideradas en el mismo.

## Historial de sucesos

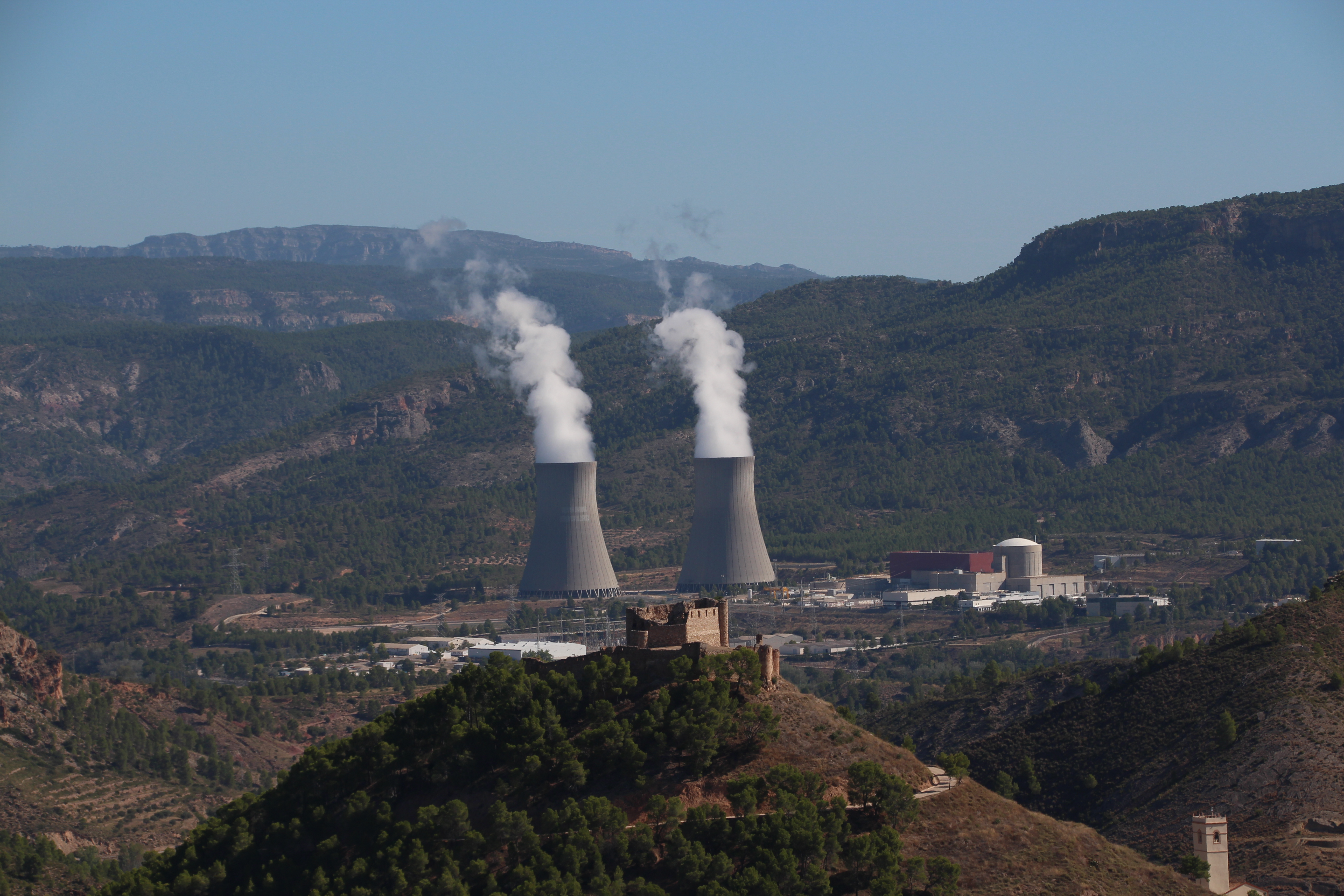
Vista en primer plano del castillo de Jalance y al fondo la central nuclear de Cofrentes. Imagen del año 2017

Desde 2001 hasta el 10 de marzo de 2011, la central nuclear de Cofrentes ha realizado 25 paradas no programadas y ha notificado al Consejo de Seguridad Nuclear (CSN) 102 sucesos de seguridad, tres de ellos de nivel 1 en la Escala Internacional de Accidentes Nucleares.
Cofrentes ha notificado al CSN una media de 10 sucesos anuales en la última década.
En los noventa, registró tres de nivel 1, que se califican de 'anomalías'.

### 2002
En 2002 sufrió dos sucesos notificables consecutivos durante la parada de recarga.

### 2005
El 21 de septiembre de 2005 se comprobó que durante al menos 2 horas al producirse una pequeña pérdida de una manguera en los trabajos de acondicionamiento del evaporador de detergentes, dentro del edificio de Residuos de la Central, se midió una tasa de dosis de 0,03 mSv/h en una zona clasificada como controlada (límite 0,025 mSv/h). El suceso no tuvo incidencia alguna en los trabajadores ni en el medio ambiente.

### 2006
A partir del 3 de noviembre de 2006 entró en vigor la Instrucción IS-10 del Consejo de Seguridad Nuclear, por la que se establecen los criterios de notificación de sucesos al Consejo por parte de las centrales nucleares.
En el año 2006 el titular notificó diez sucesos, todos ellos fueron clasificados como nivel 0 en la Escala Internacional de Accidentes Nucleares (INES).

### 2007
En el año 2007 se notificaron al CSN 15 sucesos. Todos ellos fueron clasificados como nivel 0 en la Escala Internacional de Accidentes Nucleares (INES).

### 2008
En el año 2008 el titular notificó 11 sucesos. Todos ellos fueron clasificados como nivel 0 en la INES.

### 2009
En el año 2009 se notificaron al CSN ocho sucesos. Todos ellos fueron clasificados como nivel 0 (INES) con excepción de la caída del subelemento combustible en la piscina de almacenamiento de combustible gastado, ocurrido el 22 de septiembre de 2009, que fue clasificado como nivel 1.
- El 22 de septiembre de 2009. Con la central en parada por recarga, durante una inspección de la capa de óxido del combustible irradiado, se desprendió el sub-elemento que se estaba comprobando y golpeó contra la plataforma de la máquina de inspección, desde una altura de unos 10 cm, sobre la que pivotó y giró hasta yacer de forma horizontal sobre los racks de los elementos de combustible almacenados en la piscina. El suceso no tuvo repercusión para las personas ni para el medio ambiente. Fue clasificado como INES 1.[25]

### 2010
- El 13 de mayo de 2010 se comprobó que la instrumentación de nivel de uno de los depósitos de almacenamiento del Sistema de Control Líquido de Reserva sufría una desviación en la lectura del volumen del depósito, tanto en Sala de Control como en el indicador local, por lo que el volumen real en el depósito es inferior al especificado. Se corrigió el volumen del depósito. Fue clasificado como INES 1.[26]

### 2011
- El 14 de enero de 2011 se produjo la actuación en falso de un monitor de radiación de la sala de control. Esto provocó el cierre de dos válvulas de aislamiento, la activación del extractor de la cafetería y el arranque automático uno de los sistemas de filtración de emergencia de la sala de control. Se cambió el monitor afectado. Fue clasificado como INES 0.[27]
- El 7 de febrero de 2011 se produjo un fallo en la apertura de una válvula situada en la línea de recirculación del sistema de aspersión del núcleo a alta presión. La causa fue fallo aleatorio en el relé que la actúa y que fue sustituido. Fue clasificado como INES 0.[27]
- El 15 de febrero de 2011 la dirección de la central nuclear declaró una alerta de emergencia ante la intrusión de quince activistas de Greenpeace en la zona de las torres de refrigeración, lejos de los edificios nucleares de la planta, para denunciar la vulnerabilidad ante un posible ataque a las centrales nucleares. En el momento de la intrusión los activistas rompieron una valla y dos vigilantes de seguridad resultaron heridos leves y otros dos presentaron contusiones según declaraciones de la central nuclear y algunos guardias,[28] mientras que Greenpeace afirma que realizó una protesta pacífica y no utilizó la violencia.[29][30] La central avisó al CSN y activó los procedimientos establecidos en el plan de seguridad de la central y de las autoridades competentes coordinadas por la Delegación del Gobierno en la Comunitat Valenciana, tomando el control de la situación. Mientras duró la intrusión, la central siguió funcionando con normalidad.[31][32]
- El 17 de junio de 2011 arrancó automáticamente la unidad de filtrado de emergencia de sala de control (tren A) debido a una anomalía en un relé del monitor de radiación de dicha sala.[33]
- El de 25 de septiembre de 2011, durante la parada por recarga se produjo una avería en el motor de una de las válvulas del sistema de refrigeración en parada.[27]
- El 7 de octubre de 2011, durante la parada por recarga se identificó una discrepancia entre la medición de la instrumentación portátil y la instrumentación fija durante el proceso de verificaciones de caudal en el Sistema de Reserva de Tratamiento de Gases.[27]
- El 29 de noviembre de 2011 se rompió la línea de drenaje de una válvula de control de la turbina, provocando una pérdida y aumentando la temperatura en el interior del edificio donde se aloja. Fue el décimo suceso notificable del año (clasificado como de nivel 0). Se produjo una bajada de potencia no programada de hasta el 20 %.[34][35]

Tras este incidente, Ecologistas en Acción cuestionó la valoración de las consecuencias por parte del CSN y la coalición Compromís y EUPV reclamaron el cierre de la central. La plataforma Tanquem Cofrents, que agrupa entre otros colectivos a los principales grupos ecologistas de la Comunidad Valenciana afirmó que el mal estado de la central causó este incidente.

### 2012
- El 22 de abril de 2012, se produjo la activación de un detector de fuego durante menos de 10 minutos producido por un conato de incendio. Se identificó la bobina de un interruptor quemado que correspondía a un equipo auxiliar del generador diésel III. El suceso se ha clasificado de forma preliminar como nivel 0.[37][38]